# 武田正紀
武田 正紀（たけだ まさのり、1968年1月7日 - ）は、日本の競艇選手。登録番号3306　身長165cm。血液型A型。60期。埼玉支部所属。
同期には上瀧和則(選手会会長)、倉谷和信、濱村芳宏、藤丸光一、川崎智幸、烏野賢太等がいる。

## 記録
初出走及び初勝利
昭和62年5月16日～開催　ボートレース戸田
初優出
平成3年8月2日～開催　ボートレース桐生
初優勝
平成7年3月2日～開催　ボートレース平和島
その他
江戸川競艇場にて2013年『江戸川デイリースポーツ杯』、2014年『江戸川メルマガ会員ご招待カップ』において武田正紀応援団にて冠協賛レースが行われた。